# Тайный дневник Верити
«Тайный дневник Верити» (англ. Verity) — будущий американский психологический триллер режиссёра Майкла Шоуолтера по сценарию Ника Антоски. Главные роли в фильме исполнили Энн Хэтэуэй, Джош Хартнетт и Дакота Джонсон. Прокатом фильма занимается компания Amazon MGM Studios.

## Сюжет
Писательница Лоуэн Эшли, нуждающаяся в работе, получает предложение от Джереми Кроуфорда. Жена Джереми — автор бестселлеров Верити Кроуфорд, и из-за загадочного несчастного случая она не может закончить свою успешную серию книг. Джереми просит Лоуэн завершить серию, и во время работы над ней она обнаруживает рукопись, вызывающую вопросы о психологическом состоянии Верити и возможной связи с её публикациями.

## В ролях
- Энн Хэтэуэй — Верити Кроуфорд
- Джош Хартнетт — Джереми Кроуфорд
- Дакота Джонсон — Лоуэн Эшли
- Исмаэль Круз Кордова
- Брэди Вагнер
- Ирина Дворовенко
- K. К. Могги
- Майкл Эббот мл.

## Производство
Экранизация романа Коллин Гувер «Тайный дневник Верити» разрабатывалась Ником Антоской, Алексом Хедлундом и компанией Eat the Cat, к написанию сценария привлекли Эйприл Магуайр и Уилла Хонли. В мае 2024 года права на проект получила компания Amazon MGM Studios, Хилари Сейц работала над сценарием дальше. После дополнительной черновой работы Анджелы Ламанны Антоска завершил работу над сценарием самостоятельно в ноябре 2024 года, Майкл Шоуолтер стал режиссёром фильма, а Энн Хэтэуэй получила главную роль Верити Кроуфорд. В следующем месяце Джош Хартнетт и Дакота Джонсон получили роли в фильме. В феврале 2025 года Исмаэль Круз Кордова, Брэди Вагнер, Ирина Дворовенко, К. К. Могги и Майкл Эббот мл. были приглашены на нераскрытые роли.
Основные съёмки начались в феврале 2025 года, в Нью-Йорке.